# Mpho Kgaswane
Rudolph Mpho Kgaswane (Manyana, 13 giugno 1994) è un calciatore botswano, centrocampista del Gaborone United e della nazionale botswana.

## Palmarès

### Club

#### Competizioni nazionali
- Coppa di Botswana: 1

Gaborone United: 2012
- National First Division: 1

Baroka: 2015-2016
- Coppa di Lega sudafricana: 1

Baroka: 2018